# Mieczysław Waldeck
Mieczysław Józef Waldeck (ur. 1 stycznia 1879 w Stanisławowie, zm. prawdopodobnie 8 stycznia 1945 w Stalowej Woli) – polski  działacz społeczny i patriotyczny, właściciel zespołu dworsko-parkowego i majątku ziemskiego w Racławicach koło Niska, członek Polskiego Towarzystwa Gimnastycznego „Sokół”, zarządca dworu w Pysznicy.

## Życiorys
Urodził się w Stanisławowie w spolonizowanej rodzinie ziemiańskiej, która wywodziła się prawdopodobnie z terenów Austrii. Jego ojcem był Wilhelm Waldeck, zaś matką - Ewelina z Boguckich. Pracował jako administrator dworu w Pysznicy. Poślubił Marię z Fusków, z którą miał jednego syna - Mariana, rotmistrza i oficera służby stałej kawalerii Wojska Polskiego. 30 kwietnia 1917 roku nabył zespół dworsko-parkowy wraz z folwarkiem w Racławicach. Razem z żoną wspierał przedsięwzięcia patriotyczne i brał czynny udział w życiu kulturalnym regionu. Został aresztowany w 1944 roku przez Urząd Bezpieczeństwa i umieszczony w więzieniu w Nisku, a następnie w obozie pracy dla folksdojczów w Stalowej Woli, gdzie zmarł.

## Działalność patriotyczna i społeczna
Po osiedleniu się w Racławicach Mieczysław Waldeck razem z żoną ufundował ozdobny gwóźdź do Tarczy Legionowej Ziemi Niskiej, przez co wsparł dzieło pomocy materialnej dla Legionów Polskich. Ponadto włączał się w akcje patriotyczne Polskiego Towarzystwa Gimnastycznego „Sokół”. Organizował z małżonką zebrania czwartkowe, nawiązujące do obiadów czwartkowych Stanisława Augusta Poniatowskiego, na których poruszał tematy związane z nowoczesnym prowadzeniem gospodarstw rolnych i propagowaniem kultury polskiej wśród ludności regionu niżańskiego.
W okresie okupacji niemieckiej ukrywał przed Niemcami partyzantów Armii Krajowej w swojej posiadłości w Racławicach-Waldekówce. Wspierał uczestników ruchu oporu działających w lasach koło Janowa Lubelskiego poprzez przekazywanie żywności i organizowanie schronienia.

## Okoliczności podpisania volkslisty
W 1941 roku Mieczysław Waldeck został aresztowany przez niżańskie gestapo i więziony przez kilka miesięcy. Nakłaniano go bezskutecznie do podpisania volkslisty. Aktu tego dokonał jednak w 1944 roku z nieustalonych do końca przyczyn. Przypuszcza się, że komendant obwodu AK, kapitan Bolesław Rudziński wydał Waldeckowi polecenie podpisania dokumentu, aby Niemcy nie podejrzewali go o tajną pomoc dla partyzantów.